# Cantó de Lió-III
El cantó de Lió-III era una divisió administrativa francesa del departament del Roine. Comptava amb part del municipi de Lió. Va desaparèixer el 2014.

## Municipis
- Comprèn el 4t districte de Lió, inclosos els barris de La Croix-Rousse i Serin.

| Data d'elecció                           | Identitat                | Partit                    | Qualitat |
| ---------------------------------------- | ------------------------ | ------------------------- | -------- |
| 1955-1961                                | Marcel Laugier           | Divers droite             |          |
| 1961-1967                                | Édouard Charret          | UNR                       |          |
| 1967-1973                                | Marie-Antoinette Maurice | Divers gauche, després PS |          |
| 1973-1979                                | Pierre Faussurier        | Divers droite             |          |
| 1979-1998                                | Jean-Paul Bonnet         | app. RPR                  |          |
| 1998-2004                                | Gabriel Caillet          | RPR                       |          |
| 2004-2011                                | Dominique Bolliet        | PS                        |          |
| 2011-2014                                | Raymonde Poncet          | EELV                      |          |
| les dades anteriors no són pas conegudes |                          |                           |          |